# Doxilamina
La doxilamina è un antistaminico di prima generazione.
Trova impiego come sedativo a breve termine, e in combinazione con altri farmaci per dare sollievo notturno in caso di allergia o raffreddore.